# Урожайність

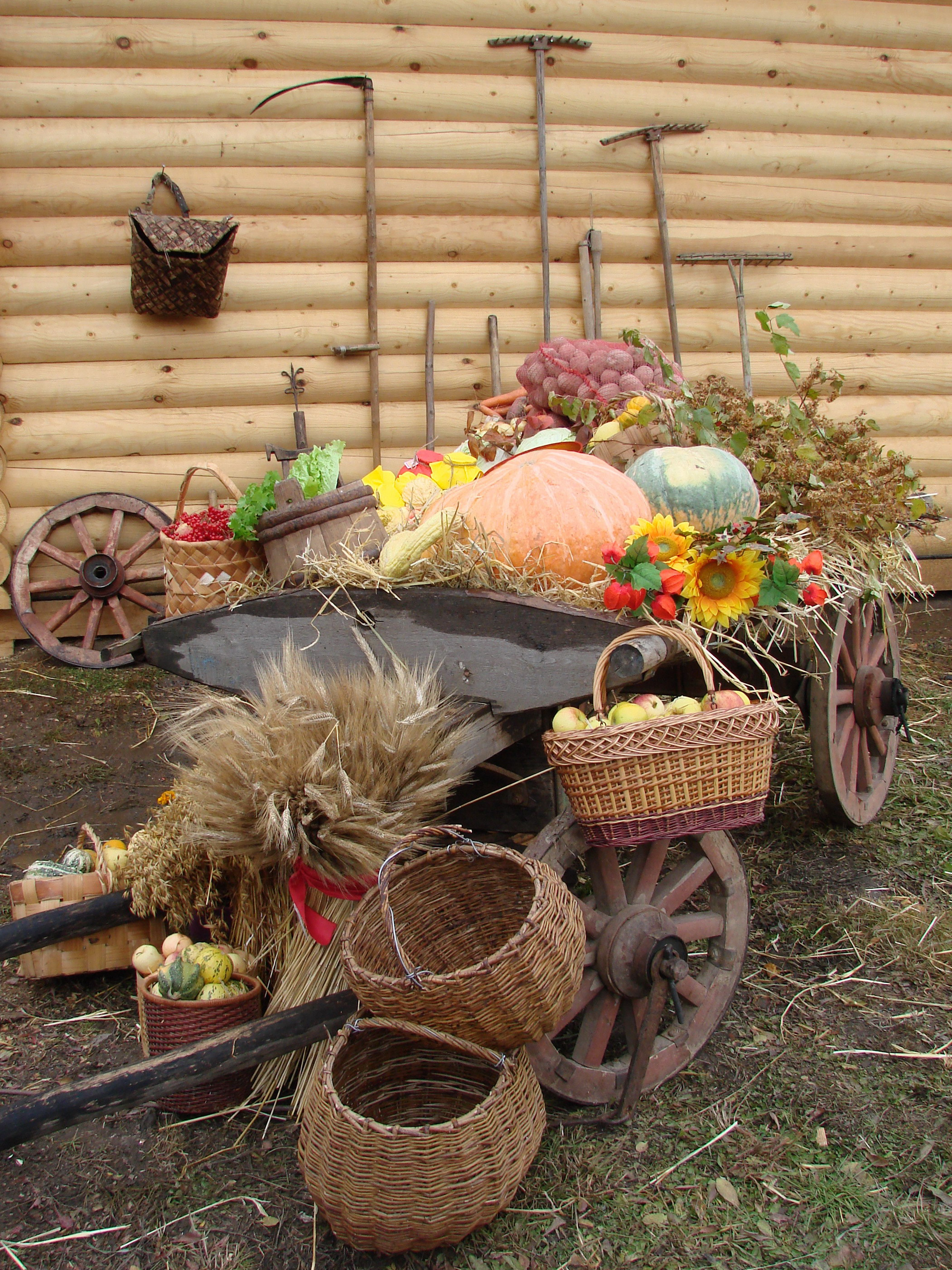
Врожай

Урожа́йність — кількість рослинницької продукції, одержуваної з одиниці площі. Урожайність для культур відкритого ґрунту розраховують у центнерах з гектару (ц/га), а в теплично-парниковому виробництві — в кг з 1 м². 
Види врожайності
У плануванні, обліку і економічному аналізі використовують кілька показників врожайності:
- потенційна врожайність - максимальна кількість продукції, яку можна отримати з 1 га при повній реалізації продуктивних можливостей сільськогосподарської культури або сорту. Потенційна врожайність обчислюється до ідеальних і звичайних умов сільськогосподарськими науково-дослідними установами. Показник потенційної врожайності використовують для визначення раціональної структури землеробських галузей, набору сортів і сільськогосподарських культур в господарстві;
- планова врожайність - кількість продукції, яку можна отримати з 1 га в конкретних господарських умовах. Планова врожайність визначається до посіву з урахуванням потенційних можливостей сорту, досягнутого рівня врожайності, родючості ґрунту, забезпеченості господарства технікою, мінеральними добривами тощо;
- очікувана врожайність - передбачуваний збір продукції, який визначається в окремі періоди зростання і розвитку сільськогосподарських культур за густотою стеблостою і загальним станом рослин. Вимірюється в ц з 1 га або оціночно: висока, середня, низька, на рівні минулого року і т. д. Показник очікуваної врожайності використовують для планування агротехнічних заходів;
- урожайність на корені (біологічна врожайність) - кількість вирощеної продукції, встановлену вибірково - або окомірно-оцінним методом, або методом взяття проб (до збирання врожаю, або розрахунково-балансовим методом (після збирання врожаю) за даними про фактичний намолот і втрати в процесі збирання. Показник біологічної урожайності використовують в економічному аналізі для вишукування резервів зниження втрат врожаю на прибиранні;
- фактичний збір - врожайність, яка визначається за оприбуткованою або чистою (після обробки) вагою вирощеної продукції в розрахунку на 1 га посівної, весняної продуктивної або фактично зібраної площі.